# Никола Ковачев (кмет на Русе)
Вижте пояснителната страница за други личности с името Никола Ковачев.
Никола Димитров Ковачев е български политик, социалдемократ, бивш кмет на Русе.

## Биографични данни
Роден е през 1890 г. в Габрово. Потомък е на виден възрожденски, търговски и фабрикантски род. Семейството има три деца – Минчо, Никола и Александър, в началото на ХХ век се установява в Русе. Д-р Никола Ковачев завършва средно образование в Одеса и медицина в Прага. Участва във войните, където се грижи за болните и ранените. После става лекар в русенския работнически диспансер, а след това започва частна практика. В годините на Втората световна война симпатизира на съпротивителното движение. След промените от 9 септември 1944 г. се оказва най-приемливата личност за кмет на Русе.

## Кметски мандат
От първите заповеди още личи естествената приемственост в управлението на града. Това се потвърждава и от състава на „засилената общинска управа“, както през последните години се нарича Постоянното присъствие. От общо 6 души само двама са нови – кметът и единият от помощниците му, Петко Българанов, баща на Боян Българанов. Останалите четирима, в това число и другият помощник кмет, Асен Думанов, са от стария състав. Остават на постовете си и началниците на основните служби в общината.
Новият кмет управлява кратко време. По споразумение между ръководствата на партиите, влизащи в коалицията Отечествен фронт, най-високата длъжност в региона – областен директор (управител), се предоставя на Социалдемократическата партия. За такъв е назначен помощник кметът Петко Българанов, а кметското място се дава на Работническата партия. Така на 29 септември 1944 г. Русе отново е с нов кмет – адвокатът Руско Попхристов.
Следващите години д-р Никола Ковачев се отдава на професионална и обществена дейност, особено в областта на здравеопазването и хигиенизирането на града. Умира през 1974 г.